# Mayer Hawthorne
Andrew Mayer Cohen (født 2. februar 1979), bedre kendt som Mayer Hawthorne, er en sanger fra USA. Han er tilknyttet pladeselskabet Stones Throw Records i Californien.

## Diskografi

### Studio albums
| År   | Album                   | Højeste hitlisteplacering | Højeste hitlisteplacering | Højeste hitlisteplacering | Højeste hitlisteplacering | Højeste hitlisteplacering | Højeste hitlisteplacering | Certificeringer |
| År   | Album                   | US                        | BEL (Vl)                  | FR                        | NED                       | NZ                        | UK                        | Certificeringer |
| ---- | ----------------------- | ------------------------- | ------------------------- | ------------------------- | ------------------------- | ------------------------- | ------------------------- | --------------- |
| 2009 | A Strange Arrangement   |                           | -                         | 134                       | -                         | -                         |                           |                 |
| 2011 | How Do You Do           | 52                        | -                         | -                         | 70                        | 28                        |                           |                 |
| 2013 | Where Does This Door Go | 30                        | 81                        | -                         | 92                        | -                         |                           |                 |